# Françoise Barré-Sinoussi
Françoise Barré-Sinoussi (Párizs, 1947. július 30. –) francia virológus. 2008-ban Luc Montagnier-vel és Harald zur Hausennel megosztva orvostudományi Nobel-díjban részesült az AIDS kórokozója, a HIV felfedezéséért.

## Tanulmányai
Françoise Sinoussi 1947. július 30-án született Párizs 19. kerületében, Roger Sinoussi és Jeanine Fau gyermekeként. Gyerekkorában a nyári vakációkat Auvergne-ben töltötte, megfigyelte a növényeket és állatokat; így fordult érdeklődése a természettudományok felé, amely iskolai jegyeiben is meglátszott. 1966-os érettségije után a Párizsi Egyetem orvostudományi és biológiai szaka között ingadozott és végül az utóbbit választotta, mert úgy gondolta, hogy az orvosegyetem tovább tart és drágább, így nagyobb anyagi terhet róna a családjára.
Az egyetem végén, hogy javítsa elhelyezkedési esélyeit, önkéntes munkát keresett a kutatólaboratóriumokban, de majdnem egy évig tartott, míg Jean-Claude Chermann felvette a Pasteur Intézetben lévő laboratóriumába. Sinoussi lelkesen bekapcsolódott Chermann munkájába, melyben egerekben vizsgálta a retrovírusok és a tumor kapcsolatát és mentora felajánlotta, hogy nála szerezze meg doktori fokozatát is. Sinoussi egy lehetséges gyógyszermolekulát tanulmányozott, amely képes volt meggátolni a vírusok működéséhez nélkülözhetetlen reverz transzkriptáz enzim működését. 1974-ben sikeresen megvédte doktori disszertációját. 

## Munkássága
A Pasteur Intézetben megismerkedett néhány amerikai vendégkutatóval és kapcsolatait felhasználva posztdoktori ösztöndíjjal egy évet az Egyesült Államokban, a National Institutes of Health-nél (NIH) töltött. Itteni munkája az egér leukémia vírus Fv1 proteinjére irányult, amelynek gátlásával mg lehetett volna gátolni a vírus szaporodását. Ezután visszatért Franciaországba, a Pasteur Intézetbe, Luc Montagnier csoportjába és 1978-ban feleségül ment Jean-Claude Barréhoz.    

### A HIV felfedezése
Barré-Sinoussi a 70-es évek végén és a 80-és évek legelején a szervezet retrovírusok elleni természetes védelmét, főleg az interferonok szerepét kutatta. 1982 végén Luc Montagnier-t megkereste Françoise Brun-Vézinet, a párizsi Bichat Kórház virológusa, hogy tanácsot kérjen tőle egy új, a homoszexuálisok körében riasztóan gyorsan terjedő, halálos kimenetelű betegség ügyében. Montagnier Barré-Sinoussi segítségével nekilátott megállapítani, hogy a kórt okozhatja-e retrovírus.
Barré-Sinoussi egy beteg nyirokcsomó-biopsziájából nyert limfocitákat tenyésztette és mérte bennük a retrovírusokra jellemző reverz transzkriptáz-aktivitást. A második héten egyre erősödő enzimaktivitást mért és közben – mivel az eredeti sejtek néhány osztódás után elpusztultak – új limfociták hozzáadásával kidolgozta az új vírus (amelyet limfadenopátia-asszociált vírusnak, LAV-nak neveztek el; később a humán immundeficiencia vírus, HIV nevet kapta) tenyésztésének módszerét is. 1983 februárjában elektronmikroszkópos felvételeket is készítettek róla, májusban pedig a Science folyóiratban publikálták felfedezésüket.  
A következő hónapokban tovább karakterizálták a vírust, meghatározták genomjának szekvenciáját és végül elegendő bizonyítékot gyűjtöttek arról, hogy az új betegséget (az AIDS-t) az általuk felfedezett vírus okozza. Eközben az amerikai Robert Gallo velük párhuzamosan szintén cikket jelentetett meg az általa HTLV-III-nak nevezett vírus felfedezéséről és a két csoport között évekig tartó vita kezdődött a felfedezés elsőbbségéről. Végül egy 1990-es vizsgálat megállapította, hogy Gallo vírusmintája Montagnier-ék laboratóriumából származik és ők egy évvel korábban jelentették be az új vírusfaj felismerését (bár ekkor betegségokozó szerepe még vitatott volt).
Barré-Sinoussi több utat tett a fejlődő országokba, a járvány helyi helyzetének tanulmányozására. Első ilyen útjára 1985-ben került sor a Közép-afrikai Köztársaságba, a WHO megbízásából. 1992-ben kinevezték a Pasteur Intézet Retrovírus Laboratóriumának élére (az egységet 2005-ben átnevezték Retrovirális Fertőzések Kontrollja egységre). 
2008-ban Françoise Barré-Sinoussi és Luc Montagnier orvostudományi Nobel-díjat kapott a HIV felfedezéséért (Harald zur Hausennel megosztva, aki a papillómavírusok szerepét tárta fel a méhnyakrák kialakulásában).

## Elismerései

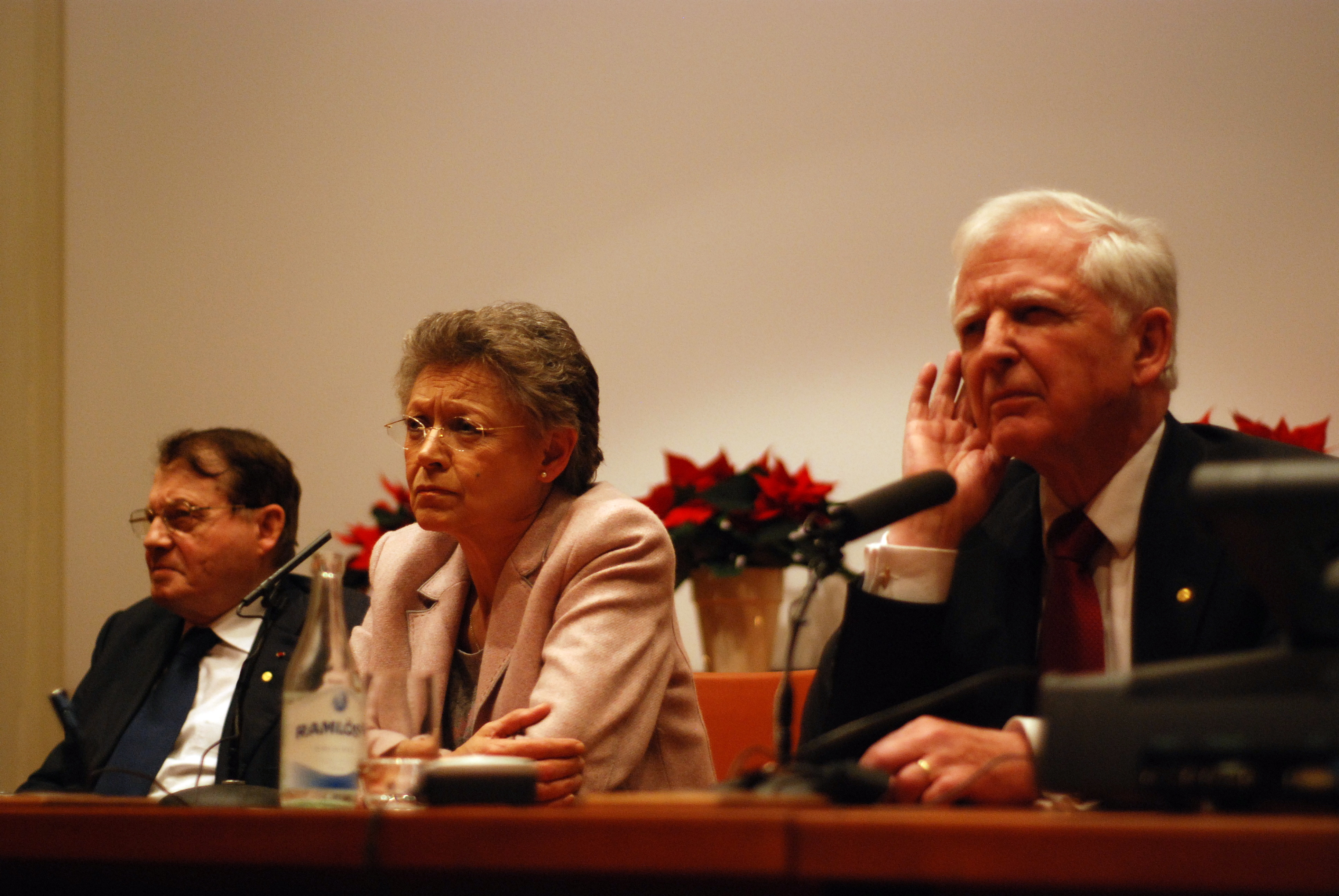
2008 orvosi Nobel-díjasai: Luc Montagnier, Françoise Barré-Sinoussi és Harald zur Hausen

- 2012-2014 a Nemzetközi AIDS Társaság elnöke
- 2009 a Becsületrend parancsnoki fokozata
- 2009 a Francia Természettudományi Akadémia tagja
- 2008 Fiziológiai és orvostudományi Nobel-díj
- 2002 A Francia Köztársaság Nemzeti Érdemrendjének tiszti fokozata
- 2001 a Nemzetközi AIDS Társaság Emeritus-díja
- 1993 a párizsi Egészségtudományok Intézetének orvosi kutatási díja
- 1993 Fejszál király nemzetközi díj (Szaúd-Arábia)
- 1988 a Francia Orvostudományi Akadémia díja
- 1986 Körber-díj
- 1985 a Pasteur Intézet Sovac-díja és Galien-díja